# Contributions à la flore de l'Asie orientale
Contributions a la Flore de L'Asie Orientale es un libro con ilustraciones y descripciones botánicas que fue escrito conjuntamente por el botánico francés Achille Eugène Finet,  especializado en la familia de las orquídeas, y François Gagnepain y publicado en el año 1905.